# OL蔡桃桂
『OL蔡桃桂』（オーエルさいとうけい）は、台湾の漫画家RIVERのOL漫画作品。
Yahoo!奇摩（台湾のYahoo!）にて、2003年6月16日より連載されている4コマ漫画である。Yahoo!奇摩は2008年8月1日で漫画のネット配信サービスを終了しており、現在のところ連載開始から2008年7月末までの作品をネット上で見ることはできない。同年8月1日以降発表された作品は作者のサイトriver's 543およびRiver Comic Studioに掲載されている。
単行本は現在第3集まで出版されている。

## 主な登場人物
蔡桃桂（23）
折からの不景気により、私立河流大学卒業と同時に失業。一念発起し「大間國際事業股份有限公司」のOLとなる。業務課勤務。仕事は全くできずサボるのが得意であるが、持ち前の明るさで人気がある。TVゲームが好き。
朱寫高（42）
業務課長。採用面接時、蔡桃桂を全く使えない人材と見破り不採用にしようとしたが、蔡桃桂の祖父阿公（亡霊）に採用しないと取り憑くと脅され、やむなく採用に踏み切った。スケベおやじでありセクハラ発言で部下のOLを嫌がらせるが、その都度、手痛い反撃を受ける。その半面、遊び心があり、道に落ちていた謎の杖を見つけ「魔法少女変身!」と叫んでみたところ着衣のみが変身してしまい、変質者として警察に連行されたこともある。
阿公（86歿）
蔡桃桂の祖父で、日本のAV女優が大好きなエロ亡霊。蔡桃桂採用面接時、朱課長を脅して採用させる。が、実はOLの多い会社に入り込んで、いやらしいことを存分にしようと画策しただけであった。社内でOL相手にいやらしいことをして回り、各種心霊術で撃退されるが最大の弱点は妻の亡霊。
艾鈺冰（27）
落ち着いた感じのOL。古今東西の各種心霊術を極めており、阿公を撃退する。
張瑜梢（25）
女性格闘家のOL。ちょっとしたことで社内の様々な物品を破壊することが多いが、客先でのプレゼンの際、競合社の製品を簡単に破壊し自社製品の堅牢性を売り込む。時折、修行のため長期休暇を取る。
羅伯斯（31）
男性社員。最新ITに目がなく新製品が出ると後先考えずに借金してまで購入するので、いつも金がなく貧乏な暮らしをしている。そのため着る服がなく、裸の上半身に色を塗ってシャツとネクタイに見せかけている。
言舒姫（28）
既婚OL。OLは副業で、本業は裏の高利貸し。欺瞞的手法を用いて羅伯斯に貸付け、厳しく取り立てる。
沙齊瑪（26）
男性社員。ニックネーム「小馬」。35歳以上の女性を魅了する技を持ち、自らの肉体を武器に契約を取り捲る。35歳以下の女性にはこの技は通用せず、社内ではOL達に軽くあしらわれることが多い。
牛舞花（26）
メガネをかけているOL。課長の腰巾着。
田闃圏（5）
分行経理（支店長）。5歳ながら博士学位を持つ天才少年だが、TVゲームでは蔡桃桂のアドバイスを得る。
歐雷恩（42）
経理のボデーガード。色黒でがっしりとした体格を持つ男。これまでに13人を殺している。しかし、繊細で花文字や可愛いものが好きという、女学生的性格も備えている。
竇輔（27）
業務課ならず業界で最も優秀と呼ばれる男。赴任以来、業務課業績の大幅向上を果たした。ITにも詳しく業務課の機器メンテナンスも行う。豆腐病に冒されており、豆腐のような顔にメガネをかけている（目が悪い訳ではなくメガネをかけないとどちらが前後か判らなくなるため）。素顔はイケメンであり、竇輔と知らない蔡桃桂は恋心を抱く。竇輔も蔡桃桂に恋心を抱くが、まだ蔡桃桂は竇輔の正体を知らず恋愛には至っていない。
小惠（沙拉百恵）
水族館に居た人面魚。羅伯斯と恋仲にある。水族館から脱出し、海底に住む蛸の魔法使いの力で人間となり沙拉百恵と名乗る。人間となった後は業務課で働く。地上は乾燥しているので金魚鉢を被っていることが多い。
貓洱多（24）
会計課のOL。猫が好きで、行動も猫のようになってきている。
なお登場人物の名前は、すべて台湾小吃などの食品の名前と同音か近い音になっている。
蔡桃桂（菜頭粿：大根餅）、朱寫高（猪血糕：豚の血ともち米の餅）、艾鈺冰（愛玉冰：愛玉子のゼリー）、張瑜梢（章魚燒：たこ焼き）、言舒姫（鹽酥雞：一口唐揚げ）、沙齊瑪（沙琪瑪：おこし風揚げ菓子）、田闃圏（甜甜圈：ドーナツ）、歐雷恩（黑輪：おでん）など。